# Josh Sawyer
Pour les articles homonymes, voir Sawyer.
 (octobre 2023).
Si vous disposez d'ouvrages ou d'articles de référence ou si vous connaissez des sites web de qualité traitant du thème abordé ici, merci de compléter l'article en donnant les références utiles à sa vérifiabilité et en les liant à la section « Notes et références ».
Joshua Eric Sawyer est un concepteur de jeux vidéo, notamment connu pour son travail sur des jeux de rôles pour le studio Obsidian Entertainment.

## Travaux
| Année | Nom                                       | Fonction(s)                                                         |
| ----- | ----------------------------------------- | ------------------------------------------------------------------- |
| 2000  | Icewind Dale                              | Concepteur                                                          |
| 2001  | Icewind Dale: Heart of Winter             | Concepteur                                                          |
| 2002  | Icewind Dale II                           | Concepteur principal                                                |
| 2005  | Gauntlet: Seven Sorrows                   | Concepteur principal                                                |
| 2006  | Neverwinter Nights 2                      | Concepteur principal                                                |
| 2010  | Alpha Protocol                            | Concepteur                                                          |
| 2010  | Fallout: New Vegas                        | Directeur de projet et concepteur principal                         |
| 2010  | Dead Money (Fallout: New Vegas)           | Concepteur principal des systèmes et de la narration                |
| 2011  | Honest Hearts (Fallout: New Vegas)        | Directeur de projet et concepteur de la narration                   |
| 2011  | Old World Blues (Fallout: New Vegas)      | Concepteur principal des systèmes et de la narration                |
| 2011  | Lonesome Road (Fallout: New Vegas)        | Concepteur principal des systèmes et de la narration                |
| 2011  | Gun Runners' Arsenal (Fallout: New Vegas) | Directeur de projet                                                 |
| 2015  | Pillars of Eternity                       | Directeur de projet, concepteur principal et écriture additionnelle |
| 2018  | Pillars of Eternity II: Deadfire          | Directeur de projet et concepteur de la narration                   |
| 2022  | Pentiment                                 | Directeur de production et narration                                |